# 桑野村
桑野村（くわのむら）は福島県安積郡にかつて存在した村である。明治時代に開墾によって形成された。現在の郡山市桑野・開成地区周辺。

## 地理
現在の郡山市の中部に位置する。

## 歴史
桑野村は明治初期まで大槻原と呼ばれる未開拓の野原だったが、明治5年に福島県権令に就任した元熊本藩士安場保和は、かねてより北海道開拓に関心の高かった旧米沢藩士の中條政恒を県の勧業課開拓掛の典事（課長職）に任命し、戊辰戦争後の士族の授産策として大槻原開拓の全てを任せた。最初に旧二本松藩士族19戸が大槻原の一角（現在の郡山市開成地区周辺）へ入植し、開墾が始まった。明治6年（1873年）に中條は阿部茂兵衛ら25人の郡山町の富商たちを説得して「開成社」を設立し、開拓資金と移民を募り、開墾を本格化した。「開成」の名は、中條の座右銘である「開物成務」からとった。大槻原には桑が植えられ、道が造られ、明治7年には開拓事務所兼区会所として擬洋風建築の「開成館」が建てられた（のちの郡役所、現・郡山市開成館）。
明治9年（1876年）に近村の一部を合併して人口700人の桑野村誕生（総戸数203のうち入植187戸）。村名は桑を野に満たしむの意。同年、明治天皇東北巡幸（明治14年）に先んじて下検分に郡山を訪れた大久保利通に中條が開成社の成功と国営安積開拓の必要性を説き、国営事業第1号として安積開拓と安積疏水事業を決定した明治政府は、明治11年より全国から士族移住を開始し、約500戸2000余人が入植した。疏水は明治15年に完成し、村落は発展していった。

### 村域の変遷
- 1889年（明治22年）4月1日 - 町村制施行により、桑野村が単独で村制施行し安積郡桑野村が発足。
- 1925年（大正14年）6月1日 - 郡山市に編入され、消滅。

変遷表
| 1868年 以前 | 1868年 以前 | 明治9年 | 明治22年 4月1日 | 大正14年 6月1日 | 現在   |
| ----------- | ----------- | ------- | --------------- | --------------- | ------ |
|             |             | 桑野村  | 桑野村          | 郡山市          | 郡山市 |

## 人口・世帯

### 人口
総数 [単位： 人]
| 1876年（明治 9年） | 700   |
| 1889年（明治22年） | 1,318 |
| 1902年（明治34年） | 1,746 |
| 1920年（大正 9年） | 2,334 |

### 世帯
総数 [単位： 世帯]
| 1876年（明治 9年） | 203 |
| 1902年（明治34年） | 328 |
| 1920年（大正 9年） | 429 |

## 交通

### 道路
- 二級国道
  - 国道115号（ → 国道49号）